# ヘンドリック・ブラウエル

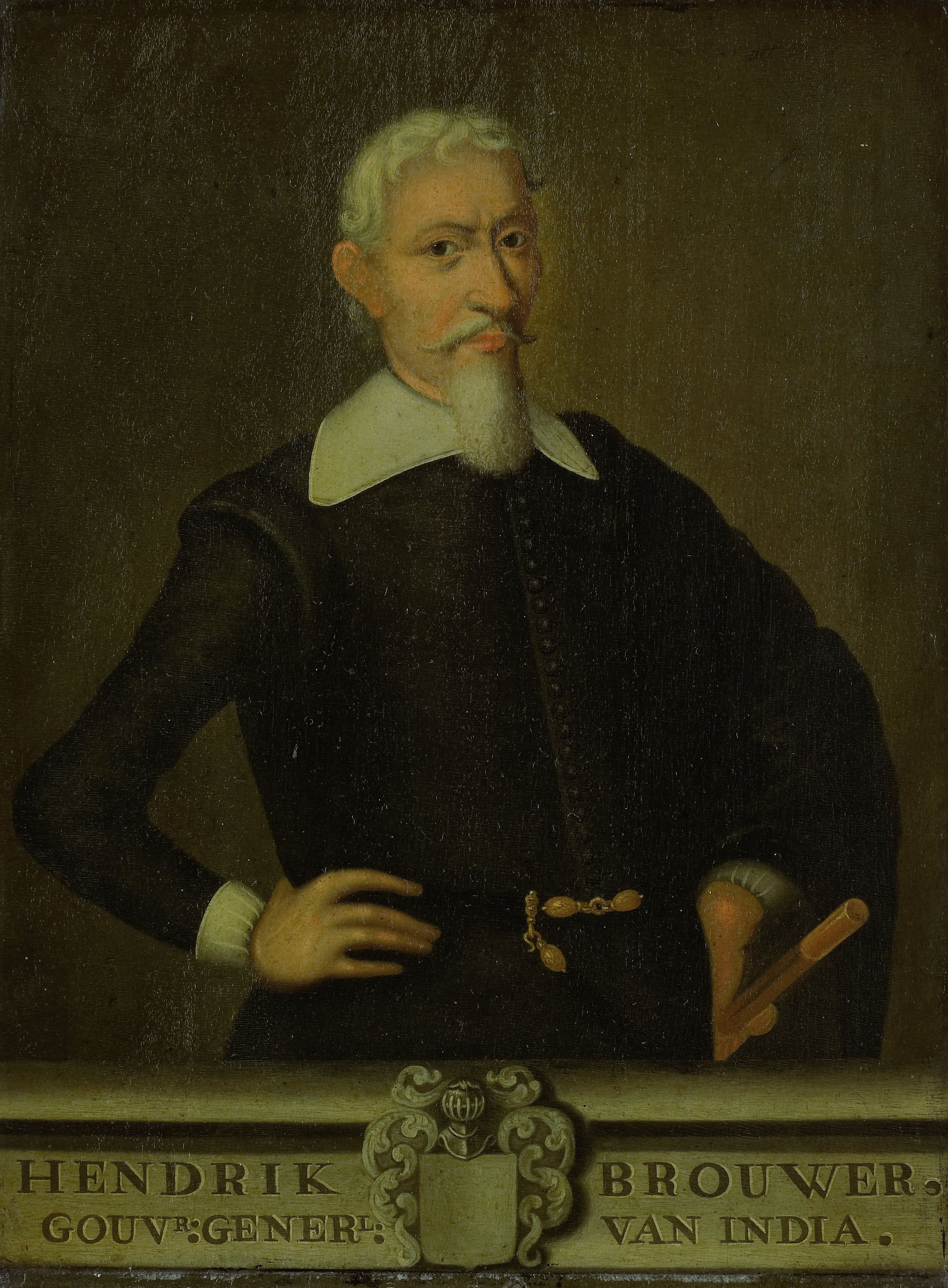
ヘンドリック・ブラウエル

ヘンドリック・ブラウエル（ブローエル、Hendrick Brouwer、1581年 - 1643年8月7日）は、オランダの探検家、第2代オランダ商館長（カピタン）、オランダ領東インド総督。
- 1611年、後にブラウエル・ルート（Brouwer Route, クリッパールート） とも呼ばれる航路（南アフリカから東へ4,000 マイル（6,400km）進み、北へ真直ぐバタヴィア（ジャカルタ）へ行く航路）を発見。「吠える40度」と呼ばれる南緯40度以南の強風の海域を利用した速達ルートであった。
- 1613 - 1614年、平戸オランダ商館長
- 1632年9月27日 - 1636年1月1日、オランダ領東インド総督
- 1643年、スペインとの金採掘競争のためにチリへ向かう。スペイン軍との戦闘で戦死した。

## 著作
"Journael ende Historis verhael van de reyse gedaen  by oosten de Straet Le Maire naer de custen van Chili  in den jare 1643 voor gevallen ... Als mede een beschryvinghe  van het eylandt Eso, ghelegen ontrent dertigh mylen  van het machtigh Rijcke van Japan ... soo als eerst in  't selvige jaer door het schip Castricum bezeylt is.", Amsterdam, Broer Jansz.出版, 1646年
ユトレヒト大学レポジトリ。オープンアクセス可能なスキャンデータ
邦題："北辺海域探査航海記”　